# Rozjeď to!
Rozjeď to! (anglicky Drumline) je americký film z roku 2002 režírovaný Charlesem Stoneem III.

## Děj
Devon Miles a jeho spolužáci právě dokončili střední školu a začínají studovat na univerzitě a jsou novými členy univerzitní kapely, kterou vede Dr. Lee. Devon se stane členem bicí sekce. Díky své namyšlenosti nevychází s vedoucím bicí sekce Seanem Taylorem. Během studia se seznámí s Lailou, která studuje filozofii, ale spíše se zajímá o tanec.
Při rozhodování o tom, do jaké skupiny se noví členové zařadí, je Devon vybrán mezi nejlepší, což se příliš nelíbí Seanovi. Při prvním vystoupení se Devon se Seanem pohádá a ten mu ve vzteku nabídne, že můźe hrát jeho sólo. K jeho překvapení se k němu při jeho sólu Devon připojí, což se nelíbí Dr. Leeovi, ale líbí se to řediteli Wagnerovi.
Při další soutěži kapel Devon začne rvačku, což způsobí problém mezi ním a Lailou, která ho chtěla představit svým rodičům. Poté se přijde na to, že Devon neumí číst noty, takže je z kapely vyloučen, dokud se noty nenaučí. Osloví ho zástupce konkurenční školy pan Wade s tím, že v jeho kapele nemusí znát noty a že mu zařídí tučné stipendium, na což Devon kývne. Když ale po něm pan Wade chce, aby mu prozradil, co chystá Dr. Lee, odmítne. Začne se učit noty a po další potyčce se Seanem, kdy si vše vyjasní, se Devon vrátí do kapely.
Při závěrečném souboji kapel vyhraje kapela Dr. Lee. Devon se snaží urovnat to s Lailou, takže navrhne, aby začali úplně od začátku. Při opakovaném seznámení mu Laila na otázku, co studuje, odpoví, že studuje tanec.

## Obsazení
| Nick Cannon         | Devon Miles      |
| Zoë Saldaña         | Laila            |
| Orlando Jones       | Dr. Lee          |
| Leonard Roberts     | Sean Taylor      |
| Jason Weaver        | Ernest           |
| Earl C. Poitier     | Charles          |
| Candace Carey       | Diedre           |
| Afemo Omilami       | President Wagner |
| J. Anthony Brown    | Mr. Wade         |
| Angela Elayne Gibbs | Dorothy Miles    |
| Von Coulter         | Ray Miles        |